# Прапор Народицького району
Пра́пор Народицького райо́ну затверджений рішенням Народицької районної ради.

## Опис прапора
Прямокутне полотнище з співвідношенням сторін 2:3 складається з трьох рівновеликих горизонтальних смуг жовтого, зеленого і блакитного кольорів. Уздовж древка червона вертикальна смуга в 1/5 довжини прапора, на якій жовтий колос. Біля червоної смуги герб району.